# Lars Ljungqvist
Lars Gösta Mikael Ljungqvist, född 12 maj 1959, är en svensk ekonom och professor i nationalekonomi vid Handelshögskolan i Stockholm.
Lars Ljungqvist professor i nationalekonomi med särskild inriktning mot makroekonomi vid Handelshögskolan i Stockholm sedan 1996.